# Stari DIF

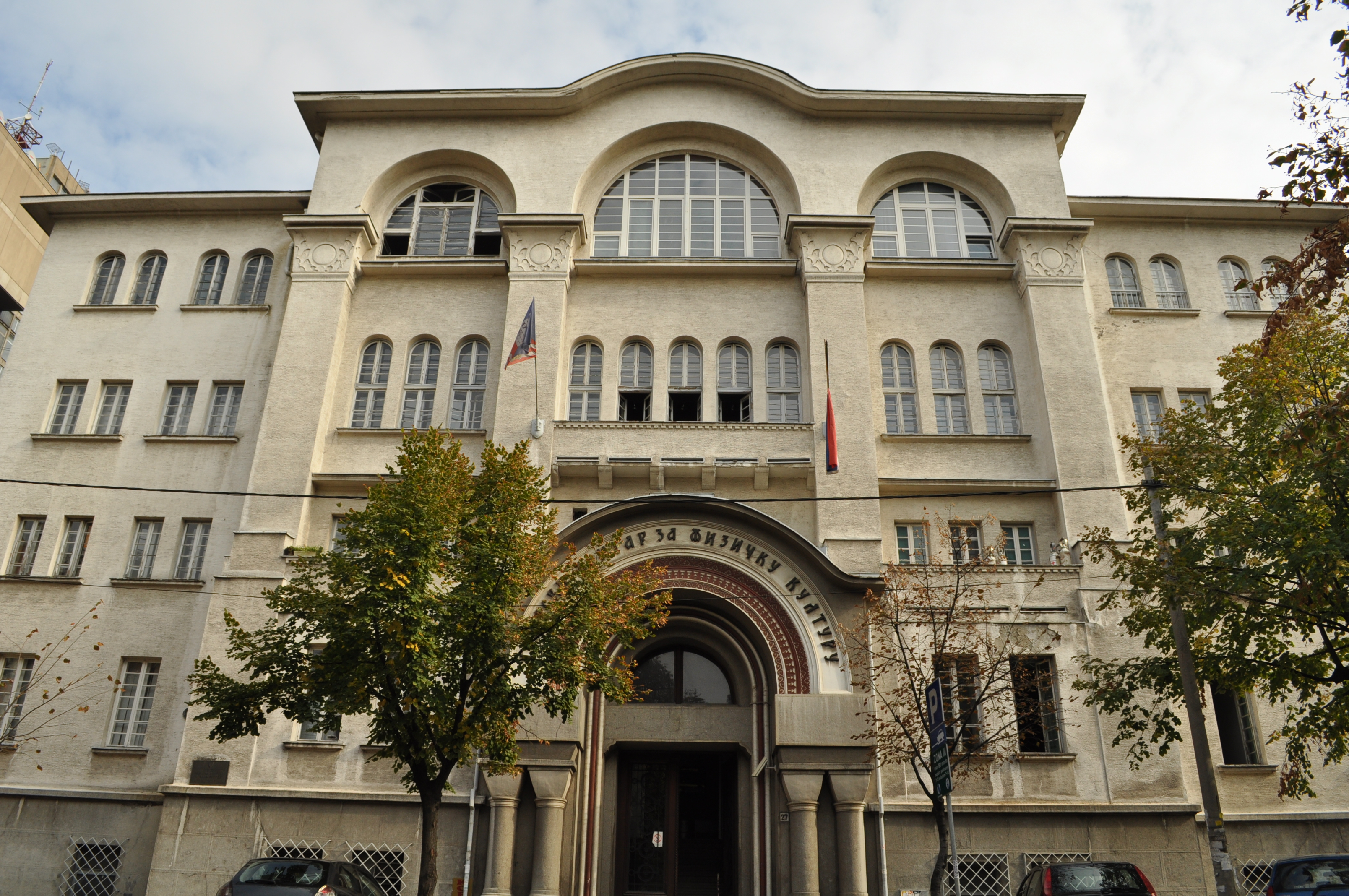
Das Gebäude des Stari DIF (2012)

Das Stari DIF (serbisch Старі ДИФ (Државни институт за фискултуру) Stari Državni institut za fiskulturu, deutsch „Altes DIF“ („Staatsinstitut für Körperkultur“); offiziell Gradski centar za fizicku kulturu („Stadtzentrum für Körperkultur“)) ist ein Komplex mehrerer Sportanlagen im Belgrader Stadtbezirk Savski Venac. Das Gebäude befindet sich in der Deligradska 27 und wurde von 1929 bis 1936 gebaut.
Das Zentrum verfügt unter anderem über mehrere Hallen für Fußball, Basketball, Handball, Volleyball und Gymnastik sowie zwei Schwimmbäder, einen Bankettsaal und ein Krankenhaus. Im Stari DIF fand am 4. März 1945 die Gründungsversammlung des Sportvereins Roter Stern Belgrad bzw. des Fußballclubs Roter Sterb Belgrad durch Jugendliche des Vereinigten Bundes der antifaschistischen Jugend Serbiens (USAOS) statt. Das Gebäude steht unter Denkmalschutz.

## Weblink
- Offizielle Seite des Stari DIF

Koordinaten: 44° 47′ 59,6″ N, 20° 27′ 47,9″ O